# Марк Кокцей Нерва (консул 36 року до н. е.)
Марк Кокцей Нерва (лат. Marcus Cocceius Nerva; ? — після 29 до н. е.) — політичний, державний і військовий діяч пізньої Римської республіки, консул 36 року до н. е.

## Життєпис
Походив з роду нобілів Кокцеїв. У 41 до н. е. був проквестором пропретором тріумвірів Марка Антонія та Октавіана Августа.
У 40 до н. е. після Перузійської війни намагався залагодити конфлікт між братом Марка Антонія Луцієм Антонієм та Октавіаном Августом, проте невдало. 
У 39 до н. е. Марк Антоній призначив Нерву проконсулом провінції Азія. Отримав почесний титул імператора за придушення повстання міста Лагіна.
У 37 до н. е. за ініціативи Марка Кокцея відбулися мирні перемовини між Октавіаном та Антонієм.
У 36 до н. е. його було обрано консулом разом з Луцієм Геллієм Попліколою. Декілька разів намагався примирити тріумвірів, проте гарні стосунки між Антонієм та Октавіаном тривали недовго.
У 31 до н. е. увійшов до колегії квідецемвірів. Зберіг своє становище після поразки Марка Антонія.
У 29 до н. е. отримав звання патриція. Останній раз про Нерву є згадка у зв'язку з святкуванням Вікових ігор.

## Родина
- Марк Кокцей Нерва, відомий правник часів Тиберія.